# 마리엘 구아첼
마리엘 구아첼(프랑스어: Marielle Goitschel, 1945년 9월 28일~)은 프랑스의 은퇴한 알파인 스키 선수이다. 프랑스 역사상 가장 뛰어난 활약을 펼쳤던 여자 알파인 스키 선수로 언니인 크리스틴도 알파인 스키 선수로 활약했다. 1964년 동계 올림픽에서 대회전 금메달, 회전 은메달을 획득하였으며, 당시 크리스틴도 같은 종목에서 메달을 획득하면서 올림픽 역사상 최초로 시상식에 동시에 오른 자매 선수가 되었다.